# Das kosmische Band
Das kosmische Band (Originaltitel: The Loss) ist die zehnte Folge der vierten Staffel der US-amerikanischen Science-Fiction-Fernsehserie Raumschiff Enterprise – Das nächste Jahrhundert. Sie wurde in den Vereinigten Staaten über Syndication vermarktet und erstmals am 31. Dezember 1990 auf verschiedenen Fernsehsendern ausgestrahlt. In Deutschland war sie zum ersten Mal am 2. März 1994 in einer synchronisierten Fassung auf Sat.1 zu sehen.

## Handlung
Im Jahr 2367 bei Sternzeit 44356.9 ist die Enterprise auf dem Weg zum Planeten T'lli Beta, als die Sensoren für einen kurzen Moment seltsame Werte anzeigen. Auf einmal fällt der Warp-Antrieb aus und das Schiff wird von einer unbekannten Kraft in eine andere Richtung gezogen. Währenddessen hat Schiffsberaterin Deanna Troi eine Therapiesitzung mit Fähnrich Brooks, die den Tod ihres Mannes bislang nicht überwunden hat und ihn zu verdrängen versucht. Am Ende der Sitzung fühlt sich Troi plötzlich unwohl und verliert das Bewusstsein.
Troi wird von Schiffsärztin Beverly Crusher behandelt und es scheint ihr wieder gut zu gehen, doch sie merkt, dass irgendetwas nicht stimmt. Als Captain Picard die Führungsoffiziere zu einer Lagebesprechung versammelt, wird ihr schließlich klar, was das Problem ist: Als Halb-Betazoidin kann sie die Gefühle von anderen Personen wahrnehmen, doch diese Fähigkeit scheint sie jetzt komplett verloren zu haben. Dr. Crusher stellt eine Beeinträchtigung ihres Gehirns fest, kann aber keine Ursache dafür ermitteln. Troi ist extrem verunsichert, was sich auch auf ihre Arbeit auswirkt. Fähnrich Brooks hat ihren früheren Rat berücksichtigt und den Tod ihres Mannes endlich an sich heran gelassen. Nach einer durchweinten Nacht fühlt sie sich nun wie ein neuer Mensch. Troi glaubt, dass es damit allein noch nicht getan sei. Brooks hingegen versichert ihr, dass sie den Tod ihres Mannes nun wirklich überwunden hat, und Troi ist sich unsicher, ob sie ihre Patientin noch richtig einschätzen kann.
Der zweite Offizier Data und Chefingenieur La Forge haben unterdessen herausgefunden, was der Enterprise zugestoßen ist: Sie steckt in einem Strom von Partikeln fest, die nur in zwei Dimensionen existieren. Aus dem Bewegungsmuster der Partikel schließt Data, dass es sich um Lebewesen handelt, doch er kann nicht sagen, ob sie intelligent sind.
Troi verzweifelt zunehmend an dem Verlust ihrer Fähigkeiten. Obwohl ihre Freunde versuchen, ihr Mut zu machen, fühlt sie sich als Schiffsberaterin nicht mehr tauglich und übergibt Picard ihre Kündigung. Die Barkeeperin Guinan bringt sie zum Nachdenken, indem sie ihr aufzeigt, dass ihre besonderen Fähigkeiten keine Voraussetzung für die Arbeit als Schiffsberaterin sind, sondern Erfahrungen und Intuition genauso zählen. Dennoch hält Troi an ihrer Kündigung fest und erst ein weiteres Treffen mit Brooks zeigt ihr, dass sie mit ihrer Einschätzung doch richtig lag.
La Forge versucht, die Enterprise durch eine kontrollierte Überlastung des Warp-Antriebs aus dem Partikelstrom zu befreien, doch der Plan schlägt fehl. Data stellt fest, dass der Strom sich auf ein kosmisches Band zubewegt, eine eindimensionale Version eines schwarzen Lochs. Es bleiben noch einige Stunden, bis der Strom das kosmische Band erreicht. Sollte die Enterprise dort hinein geraten, würde sie zerstört. Die Befreiung aus dem Partikelstrom ist nun dringender denn je, doch auch ein Beschuss mit Photonentorpedos zeigt keine Wirkung.
Data und Troi suchen nun gemeinsam nach einer Lösung. Troi kommt schließlich der Gedanke, dass die bisherigen Befreiungsversuche fehlgeschlagen sind, weil man dreidimensional gedacht hat. Stattdessen müsse sich aber in die Lage der zweidimensionalen Wesen versetzen, die vermutlich instinktiv auf das kosmische Band zusteuern, wie Motten auf eine Flamme. Daraufhin hat Data die Idee, im Rücken der Enterprise die Vibrationen eines kosmischen Bandes zu imitieren. Hierdurch gelingt es tatsächlich, den Partikelstrom kurz zum Stillstand zu bringen, wodurch sich die Enterprise befreien kann. Augenblicklich kehrt Trois Fähigkeit zum Gefühlelesen zurück. Sie spürt, dass die Wesen das kosmische Band als ihr Zuhause betrachten und sich absichtsvoll darauf zu bewegen. Da sie nun wieder völlig gesund ist, nimmt sie ihre Arbeit als Schiffsberaterin wieder auf.

## Besonderheiten

### Verbindungen zu anderen Star-Trek-Produktionen
Einige Elemente aus dieser Folge wurden in mehreren späteren Star-Trek-Produktionen wieder aufgegriffen:
- In dieser Folge wird erstmals das Strukturelle Integritätsfeld erwähnt, eine fiktive Technologie, mit der die natürliche strukturelle Integrität von Raumschiffhüllen verstärkt wird.
- Das Phänomen des kosmischen Bands wird in Folge 5.05 (Katastrophe auf der Enterprise) von Raumschiff Enterprise – Das nächste Jahrhundert aus dem Jahr 1991 noch einmal erwähnt.
- Das Volk der Breen wird hier erstmals erwähnt. Nach mehreren weiteren Erwähnungen hatten die Breen schließlich in Folge 4.05 (Indiskretion) von Star Trek: Deep Space Nine aus dem Jahr 1995 ihren ersten Auftritt. In der letzten Staffel von Star Trek: Deep Space Nine spielten sie eine größere Rolle. Weitere kleinere Auftritte folgten in den Serien Star Trek: Raumschiff Voyager und Star Trek: Lower Decks.

### Besonderheiten der deutschen Synchronfassung
Dies war die erste Folge der Serie, die in Deutschland auf Sat.1 erstausgestrahlt wurde. Nach dem Senderwechsel im Jahr 1993 hatte Sat.1 zunächst die alten, erstmalig im ZDF gezeigten Folgen wiederholt und begann anschließend ab März 1994 mit der Ausstrahlung der noch fehlenden Folgen. Mit dem Senderwechsel kam es auch zu Änderungen bei den Synchronsprechern. Jean-Luc Picard, Beverly Crusher und Deanna Troi werden in Das kosmische Band erstmalig nicht mehr von Rolf Schult, Rita Engelmann und Eva Kryll, sondern von Ernst Meincke, Ana Fonell und Ulrike Lau gesprochen. In den vier auf Raumschiff Enterprise – Das nächste Jahrhundert basierenden Spielfilmen wurden die drei Figuren dann aber wieder von den ZDF-Synchronsprechern Schult, Engelmann und Kryll gesprochen.

## Produktion

### Drehbuch
Die Idee zu einer Folge, in der Deanna Troi ihre empathischen Fähigkeiten verlieren sollte, war zuvor bereits mehrfach vorgeschlagen worden. Insbesondere Produzent Rick Berman mochte die Idee. In der vierten Staffel zeigte sich Showrunner Michael Piller schließlich einverstanden, da zu diesem Zeitpunkt noch eine Folge benötigt wurde, in der Troi im Mittelpunkt steht. Laut Piller wurde kurzzeitig überlegt, ob der Verlust von Trois Fähigkeiten dauerhaft sein sollte.
Die Geschichte um die zweidimensionalen Wesen und das kosmische Band wurde von Hilary J. Bader verfasst, die damit ihre erste Drehbucharbeit für das Star-Trek-Franchise ablieferte. Sie war später noch an den Drehbüchern von mehreren weiteren Folgen von Raumschiff Enterprise – Das nächste Jahrhundert, Star Trek: Deep Space Nine und Star Trek: Raumschiff Voyager beteiligt. Unter Mitarbeit von Alan J. Adler und Vanessa Greene wurden diese Geschichte und der Troi-Handlungsstrang zu einem fertigen Drehbuch verknüpft.

### Darsteller
Kim Braden, Darstellerin von Fähnrich Janet Brooks, spielte auch Jean-Luc Picards fiktive Ehefrau Elise im Spielfilm Star Trek: Treffen der Generationen von 1994.
Mary Kohnert hatte Fähnrich Allenby bereits in Folge 4.09 (Die letzte Mission) von Raumschiff Enterprise – Das nächste Jahrhundert gespielt. Durch Wiederverwendung von Filmmaterial war sie in dieser Rolle außerdem in Folge 6.22 (Verdächtigungen) zu sehen.

## Rezeption
Mit 6 von 10 möglichen Punkten (Stand 2019) liegt Das kosmische Band in der Internet Movie Database bei den am schlechtesten bewerteten Folgen der Serie auf Platz 8.
Keith DeCandido bewertete Das kosmische Band 2012 auf tor.com als eine eher durchschnittliche Folge von Raumschiff Enterprise – Das nächste Jahrhundert, die leider nur ein recht langweiliges Problem der Woche bietet und deutlich besser hätte sein können, wenn Trois Empathieverlust dauerhaft gewesen wäre. Die Folge hätte zur Charakterentwicklung von Troi beitragen können, doch stattdessen sei sie nur eine Aneinanderreihung von Szenen, in denen Troi gehässig zu Leuten ist, die ihr Hilfe anbieten wollen. Auch die Geschichte um die zweidimensionalen Wesen fand DeCandido eher langweilig, denn abgesehen von der Grundidee biete sie nichts Interessantes. Positiv hob er hervor, dass Troi in dieser Folge endlich einmal bei ihrer eigentlichen Arbeit als Counselor zu sehen ist.